# Prvenstvo Hrvatske u hokeju na travi 2015./16.
Prvenstvo Hrvatske u hokeju na travi za sezonu 2015./16. je osvojila momčad Zeline.

## Prva liga

### Sudionici
- Zelina - Sveti Ivan Zelina
- Zelina II - Sveti Ivan Zelina
- Concordia 1906 - Zagreb
- Jedinstvo - Zagreb
- Marathon - Zagreb
- Mladost - Zagreb
- Mladost II - Zagreb
- Mladost III - Zagreb
- Trešnjevka - Zagreb
- Zrinjevac - Zagreb

### Ligaški dio
| mj  | klub           | ut | pob | neod | por | gol+ | gol- | bod    |             |
| --- | -------------- | -- | --- | ---- | --- | ---- | ---- | ------ | ----------- |
| 1.  | Zelina         | 18 | 17  | 1    | 0   | 141  | 30   | 52     | doigravanje |
| 2.  | Mladost        | 18 | 15  | 2    | 1   | 92   | 13   | 47     | doigravanje |
| 3.  | Marathon       | 18 | 13  | 1    | 4   | 110  | 37   | 40     | doigravanje |
| 4.  | Jedinstvo      | 18 | 10  | 2    | 6   | 99   | 56   | 32     | doigravanje |
| 5.  | Mladost III    | 18 | 10  | 1    | 7   | 67   | 39   | 31     |             |
| 6.  | Zrinjevac      | 18 | 7   | 3    | 8   | 54   | 70   | 24     |             |
| 7.  | Trešnjevka     | 18 | 5   | 0    | 13  | 49   | 65   | 15     |             |
| 8.  | Concordia 1906 | 18 | 4   | 3    | 11  | 39   | 70   | 15     |             |
| 9.  | Mladost II     | 18 | 1   | 1    | 16  | 15   | 158  | 4      |             |
| 10. | Zelina II      | 18 | 1   | 0    | 17  | 22   | 150  | 2 (-1) |             |

### Doigravanje
| klub1         | rezultati      | klub2         |
| poluzavršnica | poluzavršnica  | poluzavršnica |
| ------------- | -------------- | ------------- |
| Mladost       | 3:2            | Marathon      |
| Zelina        | 8:3            | Jedinstvo     |
|               |                |               |
| za 3. mjesto  |                |               |
| Marathon      | 10:1           | Jedinstvo     |
|               |                |               |
| za prvaka     |                |               |
| Mladost       | 2:2 (2:3 s.o.) | Zelina        |